# Carlos Enríquez (actor)
 Carlos Enríquez (Uruguay,  1898 - 1971) fue un actor de teatro y cine que realizó una extensa carrera profesional en Argentina.

## Carrera profesional
De voz grave y dicción perfecta, debutó en cine todavía en la etapa sin sonido en el filme Buenos Aires también tiene bajo la dirección de Nelo Cosimi. Ya en el período sonoro interpretó diversos papeles en filmes hasta que en la década de 1950 fue encasillado por el director Carlos Schlieper en el rol de mayordomo que ejerció en varias películas. Se recuerdan en especial sus interpretaciones en Arroz con leche y Esposa último modelo, ambas de 1950, y en Los ojos llenos de amor  (1954).
También trabajó en teatro participando con la compañía de Mecha Ortiz en 1944 en la obra Léocadia de Jean Anouilh en el Teatro Politeama. También lo hizo en la década de 1960 en El vestido malva de Valentino de Françoise Sagan en el Teatro Odeón.

## Filmografía
Actor
- Placeres conyugales o Las mujeres los prefieren tontos (1964) ...Cátulo
- La procesión   (1960)
- Mi esqueleto   (1959)
- El tango en París   (1956)
- Detective   (1954)
- Dringue, Castrito y la lámpara de Aladino   (1954)
- Su seguro servidor   (1954)
- Los ojos llenos de amor   (1954)
- Fin de mes   (1953)
- Vuelva el primero!    (1952)
- El hermoso Brummel   (1951)
- Fantasmas asustados   (1951) …Mayordomo
- Cosas de mujer   (1951)
- Los árboles mueren de pie   (1951)
- Escuela de campeones   (1950)
- Don Fulgencio (El hombre que no tuvo infancia)    (1950) …Fernéndez
- Cuando besa mi marido   (1950)
- Arroz con leche   (1950)
- Esposa último modelo   (1950)
- Hoy cumple años mamá   (1948)
- La caraba   (1948)
- Don Bildigerno en Pago Milagro   (1948)
- El retrato   (1947)
- Un modelo de París   (1946)
- Soy un infeliz   (1946)
- Una mujer sin importancia   (1945)
- Bruma en el Riachuelo   (1942)
- El más infeliz del pueblo   (1941)
- 24 horas en libertad   (1938)
- Un tipo de suerte   (1938)
- El diablo con faldas   (1938)
- Así es el tango   (1937)
- Los muchachos de antes no usaban gomina  (1937) …Vendedor de globos
- Radio Bar    (1936)